# Svatý Pankrác
Svatý Pankrác byl křesťanským mučedníkem z přelomu 3. a 4. století.
Podle nejznámější verze životopisu se sv. Pankrác narodil v maloasijské Frygii ve vznešené pohanské rodině. Brzy ztratil oba rodiče a se strýcem Dionýsiem odešel do Říma. Nedaleko jejich statku se během pronásledování křesťanů ukrýval papež Kornélius (251–253) či Caius (283–296). Brzy došlo k jejich setkání a Pankrác se strýcem se obrátili ke křesťanství. Strýc Dionýsius brzy po svém křtu zemřel přirozenou smrtí, zatímco mladý takřka patnáctiletý Pankrác byl během pronásledování křesťanů lapen a předveden před císaře Valeriána (253–260) či Diokleciána (303–305). Císař mladého Pankráce, snad syna jednoho ze svých blízkých přátel, nabádal k odmítnutí křesťanské víry, ten však odmítl a ještě císaři vyčetl uctívání nemravných bohů. Císař, zostuzen jeho řečí, dal nakonec mladíka stít na Via Aurelia, kde ho 12. května pohřbila jakási žena Octavilla.
Legenda o umučení sv. Pankráce byla sepsána asi v 6. nebo v 7. století. Nejstarší zmínky o svátku sv. Pankráce se však nachází již v Jeronýmově martyrologiu (431–450), gelasianském sakramentáři (patrně ze 6. století) a gregoriánském sakramentáři (715–731). Svátek sv. Pankráce je shodně uveden na den 12. května. Podle sbírky papežských životopisů, Liber pontificalis, nechal papež sv. Symmachus (498–514) na počátku 6. století za hradbami Říma na Via Aurelia vystavět světci baziliku San Pancrazio. Stejný zdroj uvádí, že po skonu papeže Vigilia (537–555) šel jeho nástupce Pelagius I. (556–561) před svým dosazením na Apoštolský stolec ke hrobu sv. Pankráce, aby se zde očistil ze spoluviny na jeho smrti. Toto je první doklad o uctívání světce jako mstitele křivé přísahy. Dále byl považován za patrona nemocných, dětí, mladých, nové setby, květin a ve středověku v německých zemích i rytířů a šlechty.
Již od druhé poloviny 6. století se pankrácký kult šířil Itálií a přilehlými zeměmi. Papež Pelagius II. (579–590) poslal relikvie sv. Pankráce do Marseille. Jeho následovník papež sv. Řehoř I. Veliký (590–604) kult obzvláště propagoval. Jako první kázal na svátek sv. Pankráce nad světcovým hrobem a Pankrácovy ostatky daroval do Neapole, Messiny, Milána i anglického Canterbury. Další papežové se rovněž zasloužili o šíření kultu, zejména do Francie a Anglie. Do německých zemí se však prokazatelně dostal až na konci 9. století. Král Arnulf Korutanský roku 896 přitáhl k hradbám Říma a se svým vojskem rozbil ležení u kostela sv. Pankráce. Poté, co město dobyl, jej papež Formosus (891–896) korunoval na císaře a daroval mu relikvii sv. Pankráce. Císař ostatek uložil ve své kapli na falci v bavorském Rodingu poblíž Šumavy. Odtud se dále šíří po Německu.
První zmínka o přítomnosti relikvií sv. Pankráce v Čechách se váže až k roku 1095. Podle Mnicha sázavského je do kaple v levé straně kostela Sázavského kláštera vložil tehdejší biskup Kosmas. Je možné, že jejich zisk souvisel až s kajícnou cestou opata Božetěcha do Říma, ale není vyloučeno, že se do Čech dostaly již při dřívějších cestách českých diplomatů k papežskému dvoru.